# Kraków złoty
Kraków złoty var den valuta som användes i Stadsstaten Kraków från 1835 till 1847. 1 złoty var = 30 groszy. Den präglades av Kejserliga Myntet i Wien. Vid bytet till österrikisk gulden  1847, efter att Kraków annekterats av Österrike (1846), var omvandlingen 1 gylden = 4 złote och 12 groszy. 

## Valörer
- 5 groszy: silver, 1835, frånsida: Krakóws vapnet med polska namn WOLNE MIASTO KRAKOW (Stadsstaten Kraków), åtsida: ekkrans, valör och år
- 10 groszy: silver, 1835, frånsida: Krakóws vapnet med polska namn WOLNE MIASTO KRAKOW (Stadsstaten Kraków),  åtsida: ekkrans, valör och år)
- 1 złoty: silver, 1835, frånsida: Krakóws vapnet med polska namn WOLNE MIASTO KRAKOW (Stadsstaten Kraków),  åtsida: ekkrans, valör och år).